# Casas de Félix Sáenz
Las casas de Félix Sáenz son dos bloques de viviendas de estilo regionalista del distrito Centro de la ciudad de Málaga, España. Reciben este nombre en recuerdo del comerciante que las mandó construir con vistas a destinarlas al alquiler, función que permanece en la actualidad. Están situados en el Paseo de Reding, en el barrio de Campos Elíseos. 
Se trata de dos edificios diseñados por el arquitecto Fernando Guerrero Strachan, construidos en 1922. Constan de tres pisos más planta baja cada uno, a los que se añaden las torres de los áticos. Las fachadas se articulan en entrantes y salientes de diferentes alturas. La decoración se compone de elementos neomudéjar y neorrenacentistas, al gusto de la época. 

## Descripción

### Nos. 37-39
Son dos inmuebles de planta baja más tres alturas. Los proyectos encargados por Félix Sáenz fueron realizados por el arquitecto Fernando Guerrero Strachan, actuando como constructor Antonio Baena Gómez. El predominio de la horizontalidad de la fachada, acentuada por impostas y bandas de ladrillo, contribuye a darle mayor altura las cuatro torres que la coronan, dos cuadradas en el centro y dos octogonales en los extremos. El edificio sobre zócalo de piedra almohadillado presenta los paramentos estriados. Las portadas son de arco de medio punto levemente rebajado que apoyan en columnas corintias y en las enjutas presentan decoración de cerámica. Sobre ellas un volado alero, cubierto con teja de cerámica vidriada de color verde de influencia nazarí, descansa sobre escuadras de madera, resguardándolas del sol y la lluvia. Su base está también decorada con cerámica. Las ventanas del piso bajo son de arco rebajado, simulándose en ellos, como en el resto de los vanos, el despiece en dovelas meramente decorativas. Una imposta de ladrillo en esquinilla lo separa del primer piso.
Los balcones y ventanas, en eje con las portadas, son de arco de medio punto con la clave resaltada y con motivos de cerámica en lo que serían las enjutas, si fuesen enmarcados.

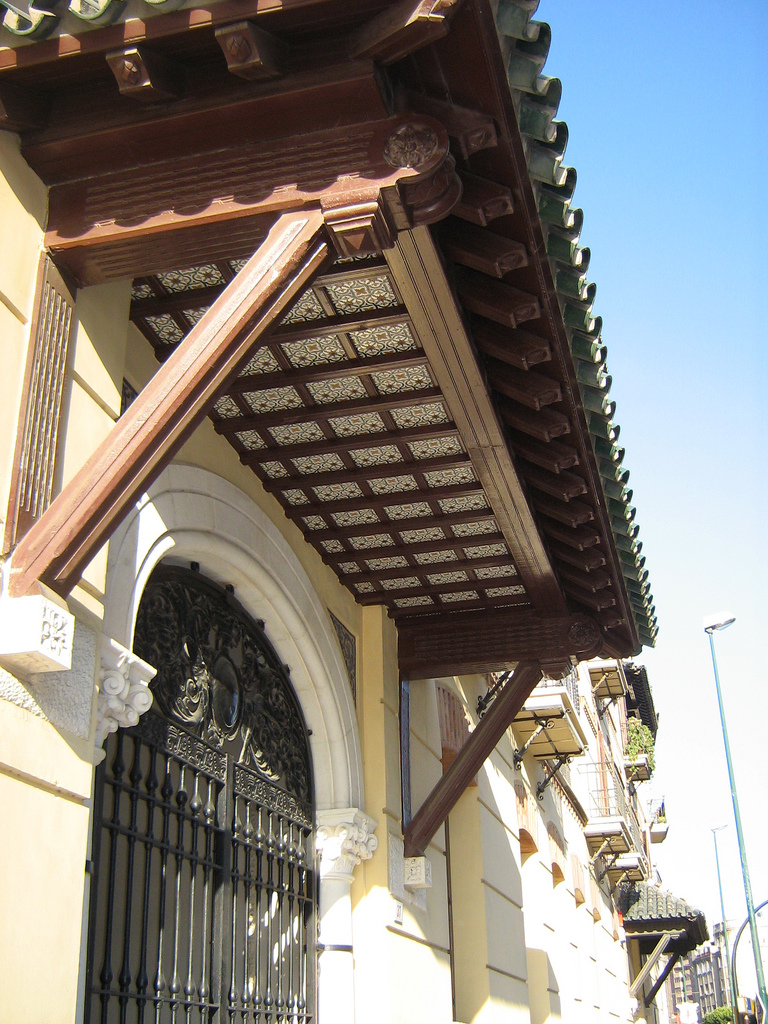
Detalle

El resto de los vanos, excepto los de las torres, son de proporción rectangular con dintel curvo y rejería volada que descansa en escuadras de madera. El primer piso está recorrido longitudinalmente por un friso de ladrillo que trata de imitar uno de estilo clásico. Una imposta de ladrillo, que lo separa del inmediato superior, muestra un alero volado sobre canes de madera y apoyado en columnas de mármol que cubre las terrazas de las esquinas. Encima de éstas hay otras terrazas de las mismas características pero de menores dimensiones.
Antes de ser coronado por las torres, el edificio se remata por una cornisa denticulada en su base. Las dos torres cuadradas tienen en su cara anterior y posterior un balcón de arco de medio punto y en las otras dos caras ventanas de arco rebajado. Se rematan por alero volado sobre canes de madera y con cubierta a cuatro vertientes, siguiendo la estructura de las torres. Las torres octogonales están divididas en dos cuerpos por bandas de ladrillo dispuestos en forma denticulada; el cuerpo bajo presenta arquillos de medio punto, con alfiz y decoración de cerámica en las enjutas, mientras que en el superior, recorrido también por una franja de ladrillo, hay ventanas cuadradas. Un volado alero apea en escuadras de madera y sobre la cubierta de este hay un cupulín con vanos ovalados. A la decoración de este edificio se viene a sumar un nuevo factor: la distribución de sólidos y cavidades, creando graduaciones de luz y dando lugar a la vez a un ritmo intencionado. La diferenciación espacial se acusa marcadamente en la individualización de los diversos tejados, absolutamente independientes.
Destacan el uso de diversos materiales, como el ladrillo, la cerámica, el mármol, y la piedra. En los balcones superiores comparte los modelos de rejería del siglo XIX, tan habituales en otras zonas de la ciudad, así como las galerías con balcones de hierro fundido, columnas de mármol, zapatas de madera y tejados de cerámica. Además, este inmueble enriquece la lectura del Paseo de Reding en el que se encuentran otros inmuebles construidos por el mismo arquitecto y, por ende, con características similares. De esta forma, se puede realizar una lectura de los historicismos tan presentes en este sector de la ciudad.

### Nos. 41-43

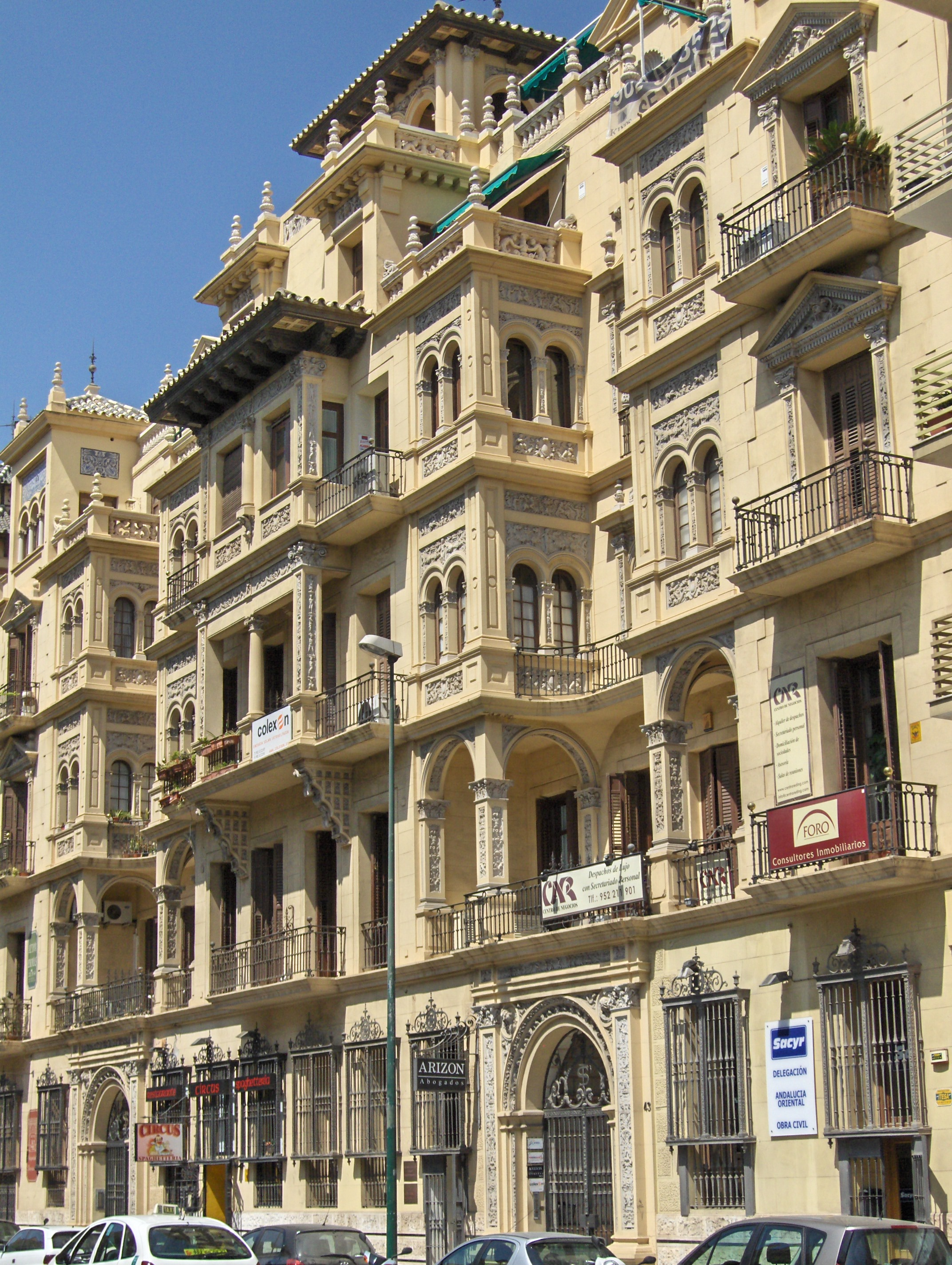
Fachada

Son dos inmuebles que presentan un zócalo de piedra almohadillado con bandas de cerámica vidriada separando los sillares. Las portadas abocinadas, de arco de medio punto, con la rosca profusamente decorada y apoyada en pilastras sobre basamento de piedra, van flanqueadas por pilastras cajeadas, formando auténticos frisos verticales. En las enjutas hay cabezas encerradas en un círculo. Se rematan por una cornisa que viene marcada por la imposta de separación con el primer piso donde hay cuatro terrazas angulares cubiertas de proporciones cuadradas, compuestas por dos arcos de medio punto sobre pilares y pilastras cajeadas. Encima de éstas, en los pisos superiores, se encuentran miradores de ventanas geminadas apoyadas en pilastras, presentando antepecho, enjutas y friso profusamente decorados. 
En la fachada, con un cuerpo central destacado, se hunden dos cuerpos en eje con las portadas, las cuales se componen con un juego de vanos que partiendo de un esquema adintelado simple se sobremonta con un hueco de arcos geminados encajados en un esquema adintelado, que en el cuerpo superior se complica con la presencia de nuevos arcos rematados por un frontón. El conjunto se corona con un edículo clásico con frontón triangular como remate del ático. En el cuerpo central de un primer piso muy simple adintelado arrancan dos grandes escuadras con atlantes sobre las que vuelan los dos pisos superiores sin solución de continuidad, con un gran balcón adintelado, con columnas y pilastras cajeadas y grandes frisos platerescos, cubriéndose con un gran alero sobre ménsulas, surgiendo sobre él un ático rematado con torrecilla abierta, con tres arcos de medio punto, alero muy volado y sosteniendo un tejado a cuatro vertientes. A los lados de este cuerpo hay dos balcones simples con volada rejería que marcan el tránsito a los miradores laterales. En los extremos de la fachada hay balcones adintelados, destacando los del segundo y tercer piso con frontones y pilastras cajeadas, con la decoración típica del estilo plateresco rematadas por torres con galerías de arquillos y con adornos de cerámica sobre ellos. En el ático se acusa la diferenciación espacial en el juego de volúmenes de las torres, con curiosos pináculos que señalan la individualización de los distintos cuerpos.
Destacan el uso de rejería en los balcones superiores que comparte los modelos de rejería del siglo XIX tan habituales en otras zonas de la ciudad. También es interesante la profusa decoración de la fachada que remite a modelos neoplaterescos y el empleo de la cerámica.